# 蔡厝港公共图书馆
蔡厝港公共圖書館 （英語：Choa Chu Kang Public Library）是一所位于蔡厝港规划区新加坡圖書館理局旗下的公共圖書館。此图书馆位于第一乐广场里的四楼。1997年图书馆正式开幕，2008年经翻新后重新开幕。

## 历史
1997年2月蔡厝港公共圖書館正式于第一乐广场的三楼开幕，时任新加坡卫生部长姚照东主持了开幕典礼。
2008年末圖書館进行为期一个月的翻新，并且搬迁至第一乐广场的四楼。翻新后的图书馆以「大自然」的设计主题重新开放。新图书馆的面积比翻新前大约40%。  图书馆内有个特色展区，展览了古代金典中华文学作品如 《论语》，《千字文》 等。

## 場內設備
蔡厝港公共圖書館的設施包括：
- 成人圖書館
- 兒童圖書館

## 交通
附近的交通设施包括
- 蔡厝港地铁/轻轨站
- 蔡厝港巴士转换站